# Korálovka pruhovaná kalifornská
Korálovka pruhovaná kalifornská (Lampropeltis getula california) je poddruh korálovky pruhované, který se vyskytuje v západní části USA a v severním Mexiku. Živí se především jinými hady, včetně jedovatých druhů.
Tento had dorůstá velikosti 120–150 cm, je zbarven bíle, černě, žlutě a hnědě a má silné tělo s hlavou málo oddělenou od krku. Vyskytuje se v různých kresebných a albinotických formách.

## Chov
Pro tento poddruh korálovky pruhované je vhodné terárium o rozměrech 100×50×50 cm pro pár, pro jedince terárium o rozměrech 70×40×40 cm. Prostředí vyžaduje spíše suché, ale v době svlékání je třeba rosit více, teplota v teráriu by měla být 25–28 °C, pod zdrojem až 35 °C, v noci 20–22 °C.
Had přezimuje 8–12 týdnů při teplotách 10–15 °C.